# Kite Stream
Koordinaten: 77° 23′ S, 162° 7′ O
Der Kite Stream ist ein Schmelzwasserfluss im ostantarktischen Viktorialand. Im Victoria Valley fließt er vom Unteren Victoria-Gletscher in westlicher Richtung zum Lake Vida.
Das Advisory Committee on Antarctic Names benannte ihn nach James Steven Kite, geologischer Feldforschungsassistent der University of Maine bei Untersuchungen des Victoria Valley zwischen 1977 und 1978, der dabei 500 m landeinwärts des Unteren Victoria-Gletschers einen 43 Pfund schweren Eisenmeteoriten entdeckt hatte.